# Никола Крчмаревић
Никола Крчмаревић (Београд, 18. децембра 1991) српски је фудбалер. Био је члан омладинске и младе репрезентације Србије.
Син је некадашњег фудбалера Слободана Крчмаревића.